# 大道 (中之条町)
大道（だいどう）は、群馬県吾妻郡中之条町の大字。

## 地理

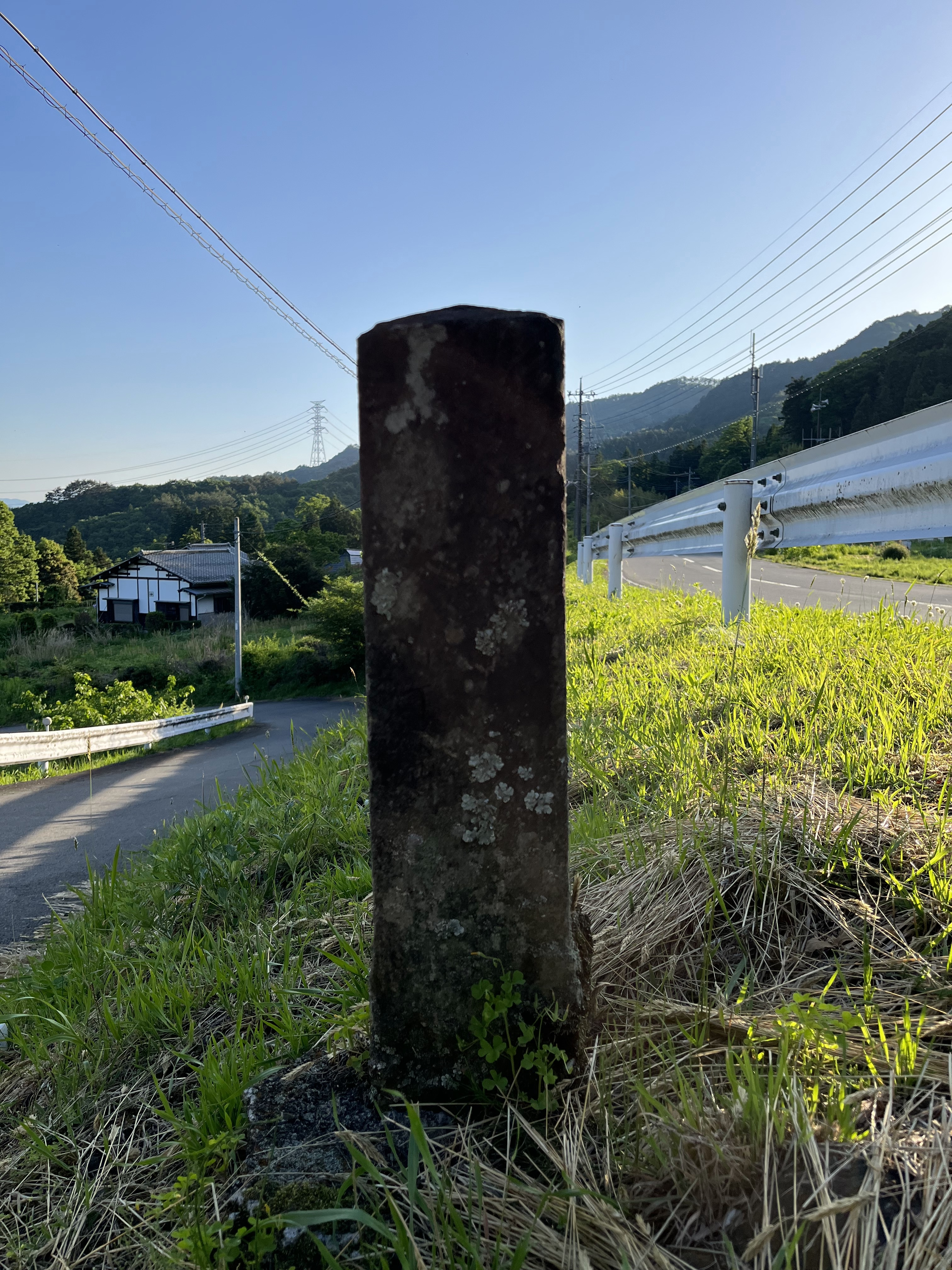
地内の道標

大道は中之条町北端に位置し、大字は東西に4.6km、南北に2.8km広がる。北は1000m級の稜線で利根郡のみなかみ町に接している。郡境にある山々の南斜面にあり、その緩斜面や谷筋に集落や田畑がある。地内に3集落あり、標高750～820m地点に大道集落、750m前後に囀石集落、南の標高600m地点に長坂集落が点在する。

## 歴史
大道が位置する伊参地区は沢田地区と並び中之条町の中でも縄文遺跡の数が目立った多く、蟻川川の支流が地内を通る大道には縄文時代中～後期の十二ヶ原遺跡がある。

### 中世
地内の大道峠は三国峠と近いことから、中世より越後の物資の運搬の際に利用されていたとされている。中之条町大字平に二日市という名の小字があり、ここは中世に市場が開かれていたとされ赤坂川、熊野沢、名久田川の合流地点だったことから、沼田街道と三国峠-大道峠-赤坂川を下りて越後の物品も市場に出されていた云う。
戦国の世において、城砦が武将の作戦行動の中核を担い攻略並びに防衛のために城周辺の地域の交通網は発展していった。中之条町では、同町地域を含む東吾妻は岩櫃城を中心とし道が発達した。同地には自然の防壁が備わっており、北の越後国との間には三国山脈の山岳地帯、西には鳥居峠、南は浅間山を境に信濃国と続いていた。そのうちの北の越後口の4つの道の1つに大道峠越があり、これは中之条-蟻川-大道峠-須川-永井と続く道だった。

#### 会津合戦の舞台の一つ「大道峠」
1582年（天正10年）に武田氏が滅びると旧領は織田信長の手中に落ち、信長は前橋城に滝川一益を置き関東を統治させ、利根・吾妻2郡をまとめた沼田領に一益の甥を沼田城に置き当地方を支配することとなった。そんな中、武田氏家臣だった真田昌幸は武田氏が滅んだ後も、岩櫃城にあって好機に備えていた。そして武田氏が滅んで83日目の1582年（天正10年）6月2日に本能寺の変が起き事態は好転。同年6月21日には滝川一益が前橋城を発し西へ逃げると、湯本三郎右衛門に岩櫃城を、弟の昌尹（まさただ）に沼田・名胡桃・小川を収めさせ旧領の回復を急いだ。同様に支配者不在を狙いこの年の夏以降、北条氏は利根と吾妻2郡に進軍を開始。同年9月には前橋城から大戸城を攻めにかかったものの、岩櫃城主で昌幸の長男信幸が大戸に出撃しこれを撃破。その後狙いを沼田城に絞り、北条氏は数年に渡り侵略を試みるものの、その都度沼田城代矢沢頼綱が撃退し北条氏の侵入を許さなかった。1587年（天正15年）に豊臣秀吉が北条氏に対し上京を促すものの、沼田領問題を関白の力で解決したら応じる旨を返答。そのため秀吉は1589年（天正17年）8月に検使を遣し、真田昌幸に沼田領分割を認めさせた。その内容は利根川以東を北条領、以西は小川城を除き真田領とするもの。こうして真田軍は利根川以東より撤退した。しかし同年10月、沼田城代猪俣邦憲の企みで真田持城名胡桃城を奪取。続いて12月には吾妻郡を包囲し、大道口を含む5つの道より約1万の兵を進軍させ岩櫃城奪取を狙った。その際、大道峠からは富永助重率いる300の兵が侵攻し、真田軍からは200の兵が出兵し迎え撃った。しかし、12月下旬に市城口の横尾八幡周辺で小規模な局地戦が行われただけで、北条氏は兵を引くこととなった。秀吉による小田原征伐の報が入ったからだ。実は同年11月に秀吉は昌幸に親書を送り北条氏征伐の決意を表明しており、同時に進行に備えて警備を厳しくするよう命じていた。斯くして、1590年（天正18年）7月小田原城は落ち北条氏は滅亡。その後、秀吉は北条氏の領有関八州を徳川家康に与えたが、家康は上州沼田領は昌幸の長男信幸に与えた。これにより同年8月、真田氏は沼田藩を開き大道を含む吾妻や利根などが支配されることとなった。
1598年（慶長3年）8月に豊臣秀吉が亡くなると、そこから大阪の陣までは豊富氏と徳川氏の対立時代に入った。1600年（慶長5年）7月に会津の上杉景勝が家康に反旗を翻し会津征伐が行われた。しかし、真田昌幸は西軍、子信幸は東軍に従軍することとなってしまう。昌幸は急遽下野より沼田城入城することとなったが、信幸の室（妻）である大連院夫人の勇断により入城を拒否される。そのため、昌幸は大道峠より岩櫃城を避けて吾妻を横断し上田城に帰還した。その後上田戦・関ヶ原役を経て、昌幸と次男幸村は死一等を減ぜられ紀州高野山九度山に放たれた。対して功をあげた信幸は、父昌幸の居城が加増され、上田と沼田を支配することとなった。

### 近世
慶長中期より関東と越後を結ぶ重要な行動と認められるようになった三国街道。参勤交代が制度化されると更に需要性が高まった。そんな中、杢之関（現渋川市）で吾妻川増水による川止めの際は、大道を経る脇往還（長須万年橋-原町-中条-蟻川-大道-三国道）が利用されるようになった。
1680年（延宝8年）の飢饉は、中之条町・吾妻町においても400～800m地帯の山間の村々に甚大な被害をもたらした。当時、まだ赤坂村に属していた大道や囀石でも被害があり、両地合わせ飢高は300石に上った。
赤坂村に属していた大道が天和-貞享の間（1681年-1687年）に赤坂村より分村し、大道の前身である大道新田村として独立。貞享三年検地帳に初めて独立した村として石高56と記載されていた。これは中之条町の地区の中ではは栃窪村に次ぎ2番目に低い数字だった。
1741年（寛保元年）の中之条町役場文書によると、山田川下流に架かる公儀橋（幕府・諸藩の公金で架橋、修繕する橋）の山田川橋の架け替えの際の人足は、大道新田も属する吾妻三十五ヵ村（橋組合三十五ヵ村）から村高により仕事が割り当てられていた。同文書の山田川橋普請人足差出表には大道新田の村高56石・人足30と記録されており、これは2番目に低い数字だった。他にも山田川橋では1740年（元文5年）に30人、1783年（天明3年）には15人が人足として割り当てられ、万年橋の1794年（寛政6年）の人足表には17と記録されている。

#### 苛酷な検地
1672年（寛文12年）閏6月17日、検地役人の松田藤助によって寛文十二年検地が実施された。この検地により、大道新田（分村前）は二町八反一畝余、囀石（現在大道）は一町四反七畝余が新開地として新たに検出された。当検地では1歩、2歩と事細かに記録されており、過酷な検地だったとされている。また利根郡境の大道峠麓の僻地に位置する大道新田、囀石で検出された新開地は前述の通り計四町歩程だったのだが、予想より少なかったのか「田畑直し」と称し再度測量。一反一畝歩ほど新たに検出している。当検地での零細な例としては、□半兵衛（□は判別不明だったことを表す）の石かみ沢の土地で等級下々田が僅か1歩検出されたことなどが挙げられる。
幕末の中之条町では富豪を狙った大強盗が頻発に発生。1864年（元治元年）7月19日、大道の甚兵衛のもとに悪党8人が押し込み主人と他の男たちは全員縛り上げられ、200両とも700両ともいわれる大金を強奪する事件が発生。同月29日夜、当事件の山狩り（山に逃げた犯罪者を捕らえること）が行われた。後に当事件の首謀者は名胡桃村の山伏で同時期に捕らえられたとの風聞とある。

## 産業・生業
峠に位置する集落だったため、一般的な養蚕や耕作の他に馬を利用して越後物産の運搬したり、他村での水田耕作で栄えた年代もあった。

## 教育
地内に1954年（昭和29年）から1960年（昭和35年）まで利用されていた冬季分校がある。冬期間、遠方の学校への通学は低学年児童には困難だったため、冬季のみ開設していた。バス路線が開通したことなどから廃止され、現在は公民館として利用されている。

## 名所・寺社

### 囀石

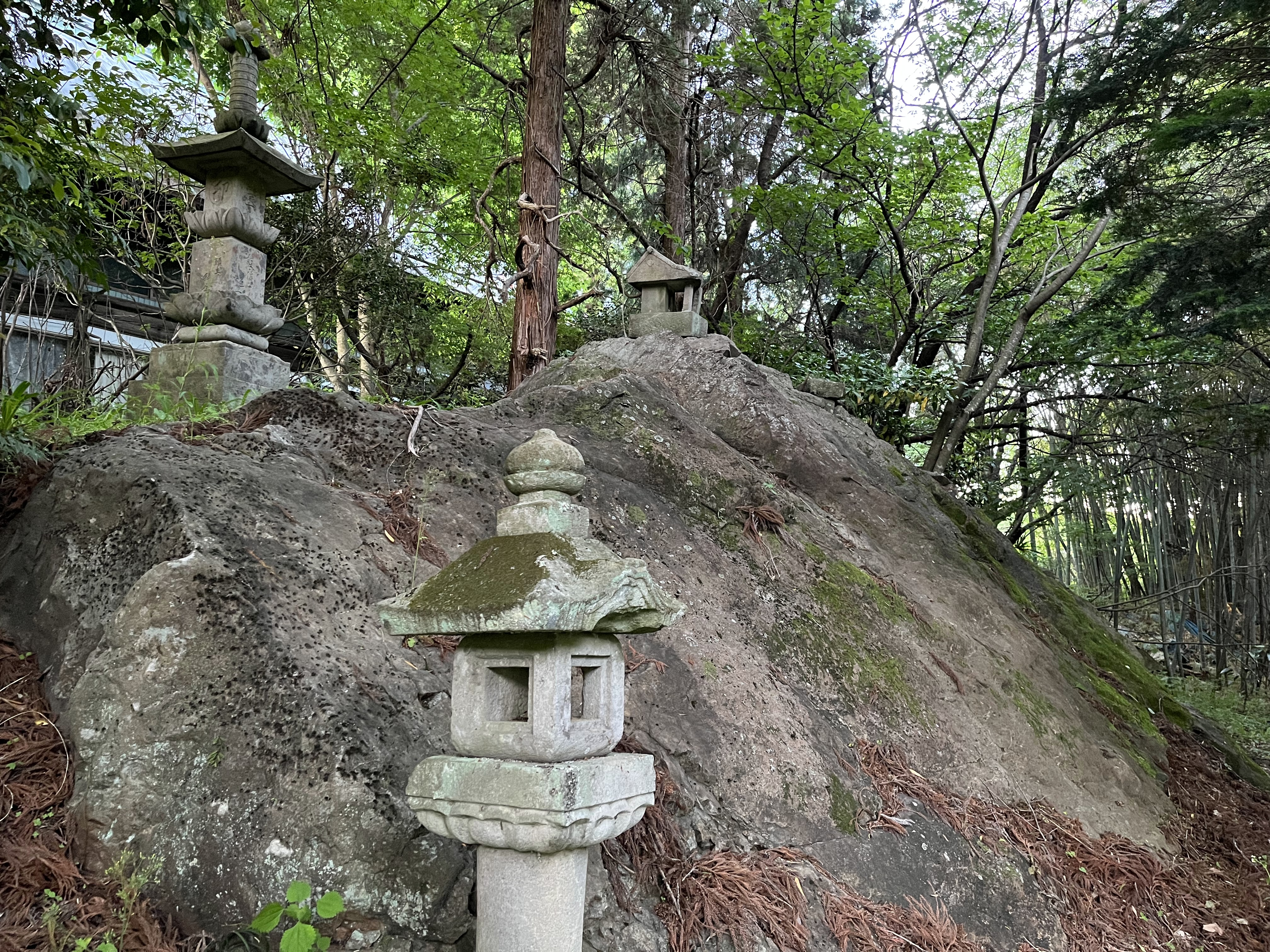
囀石

囀石は高さ3.5m、長さ8.6mの巨石で大道囀石集落の県道上に位置する。この石の名前が地名となっている。江戸時代の郷土史書類上に吾妻七ツ石の1つとして記録されていた。この石に関する下記のような伝説がある。
親の仇を探し旅をしていた人が、日が暮れたためこの石の下で野宿をしたところ、夜中に石から声が聞こえ仇がいる場所を教えた。その後も時折石が語ることがあったが、この話を聞いた北越の人が立ち出石を切りつけると、それ以降石は語らなくなったと云う。

### 富澤家住宅

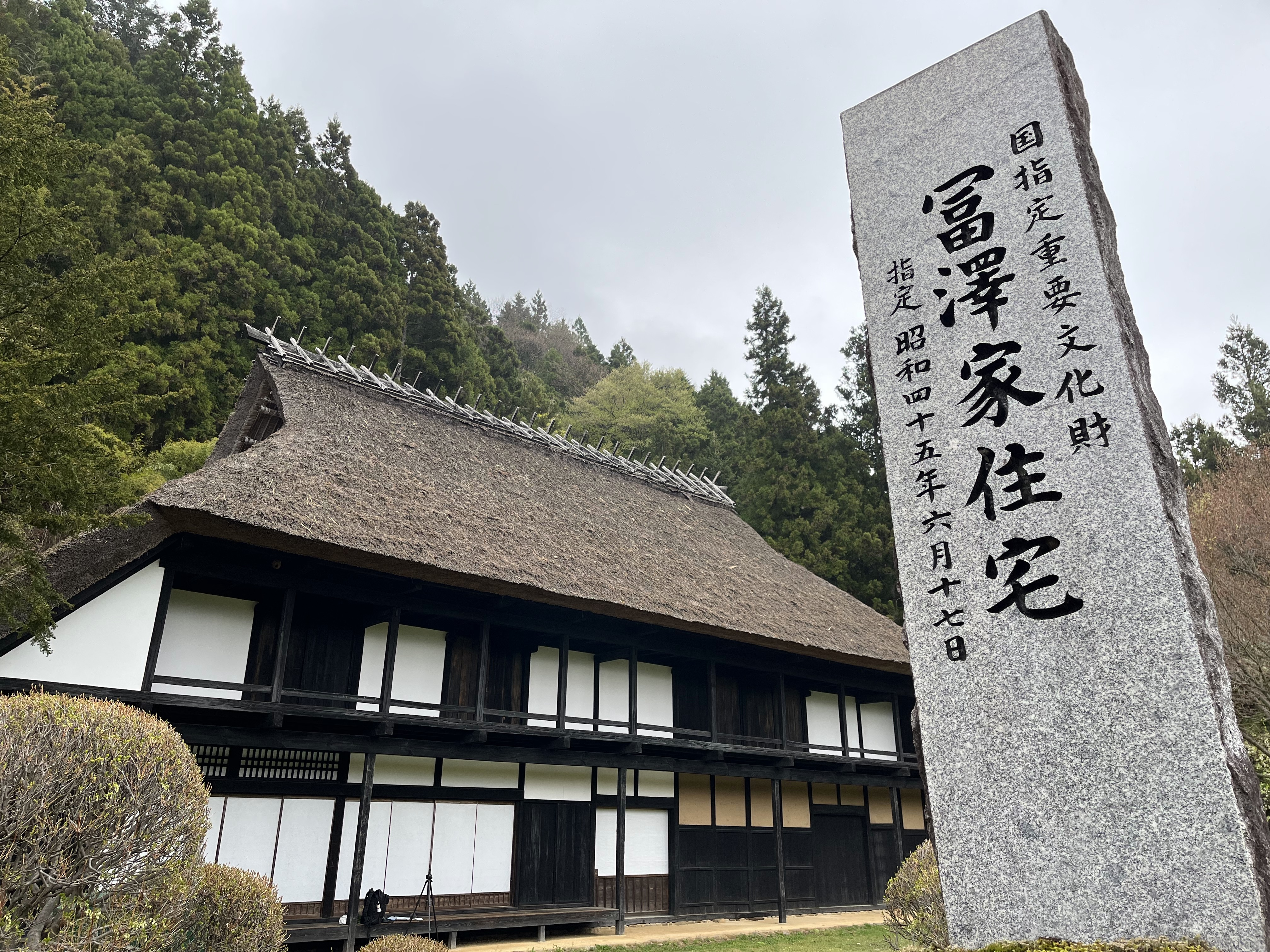
富澤家住宅

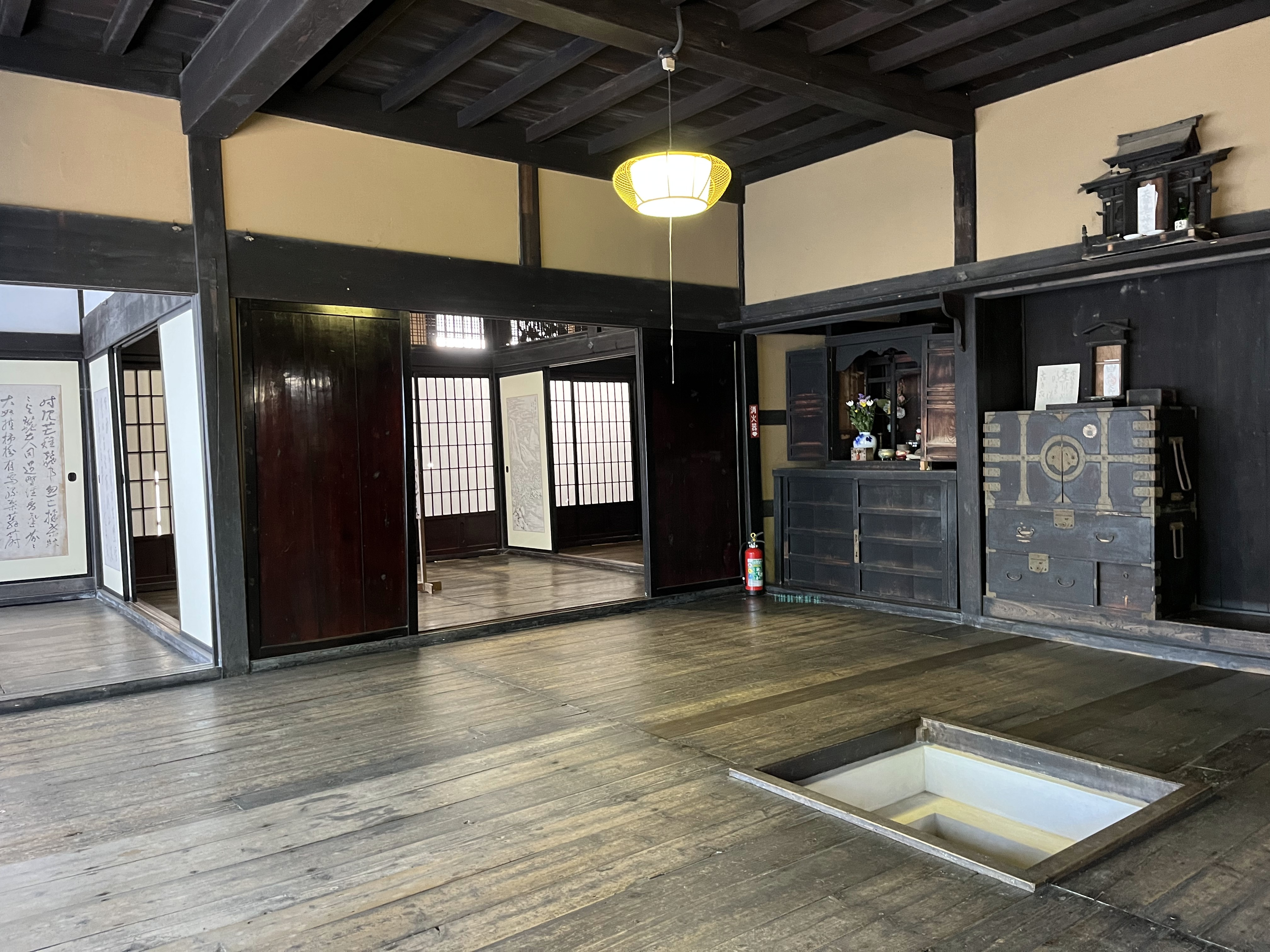
富澤家住宅内部

富澤家住宅は、1971年（昭和46年）6月17日に国指定重要文化財に指定された建物。建築様式などから江戸時代後期（1792年頃）に建てられたとされている。所在地は群馬県吾妻郡中之条町大道1274。富沢家は江戸時代初期から大道（当時は大道新田）で名主を務めた旧家。農業や繭の取引、駄馬による運送業、金融業など多岐に渡る事業で財を成した。建物の構造は木造2階建てで茅葺屋根、入母屋造り、桁行23.9m、梁間12.9mの大型農家。屋根の正面はかぶと造りで、養蚕農家として2階部分が1階よりもせりでた出梁造りとなっていて、2階は養蚕に使用されていた。

### 大道のシャクナゲ
富沢家住宅の西方100mに位置する富沢智恵家の屋敷内にあるシャクナゲ。1988年（昭和63年）3月26日、町指定天然記念物に指定された。所在地は群馬県中之条町大字大道1260。中之条町内でも類稀な巨木で、屋敷内にある大きいもので根元周り65cm・55cm、樹高3.4mに達する。4月末から5月が見頃。

### 囀石のモミ

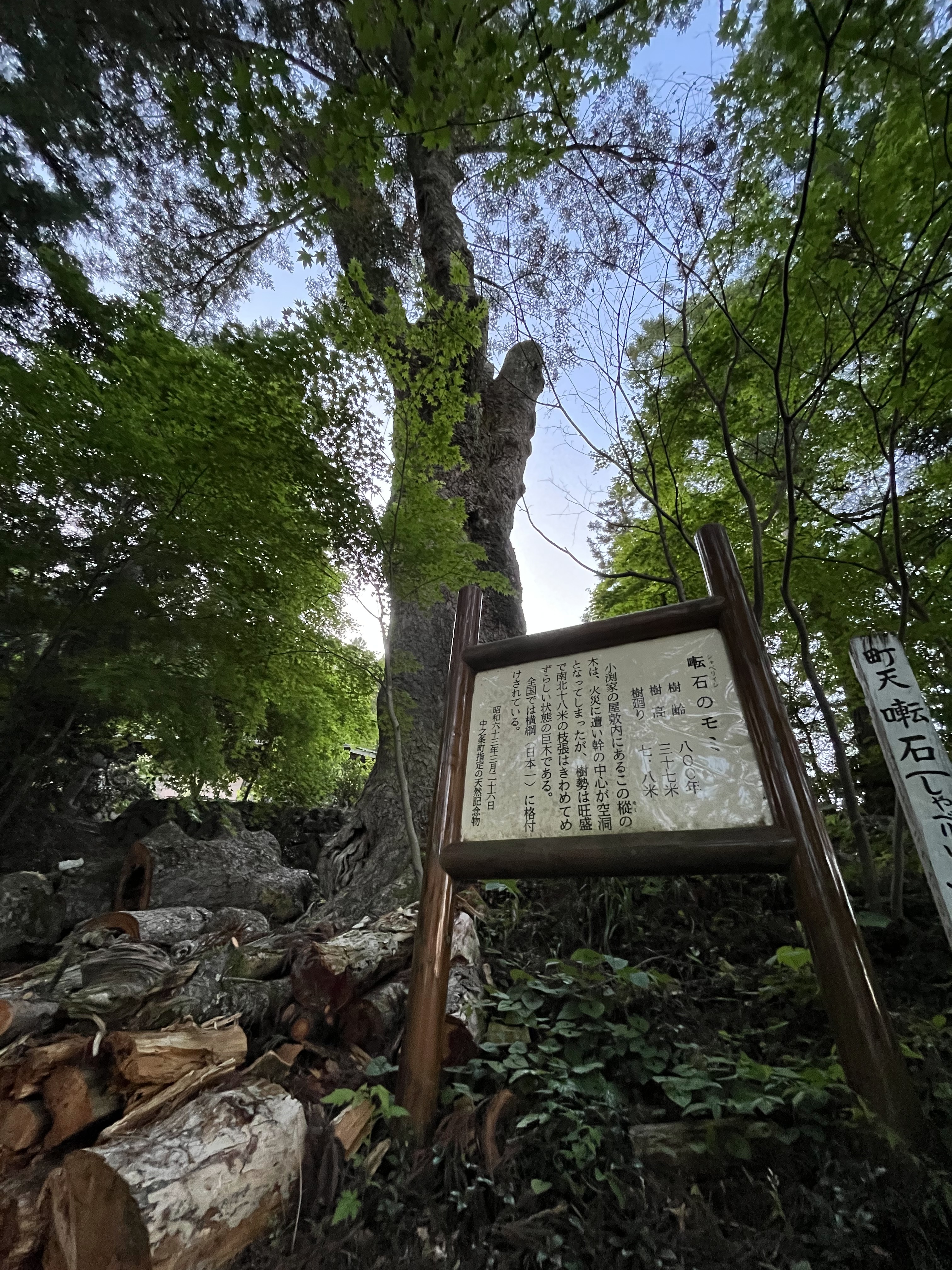
囀石のモミ

囀石のモミは、囀石の東の道を300m登った小渕家の屋敷内に位置する。1988年（昭和63年）3月26日、町指定天然記念物に指定された。所在地は群馬県中之条町大道246。目通り（目の高さの部分の幹の太さ）が7.8m、樹高37m。天然記念物指定以前から、落雷による火災のため幹の中が空洞だったものの樹勢は盛んで、石川県巨樹の会の調査によると全国で東の横綱と格付けされている。しかし指定後、落雷や大雪により幹や枝が折れ東側が枯死状態となっている。

### 大道峠

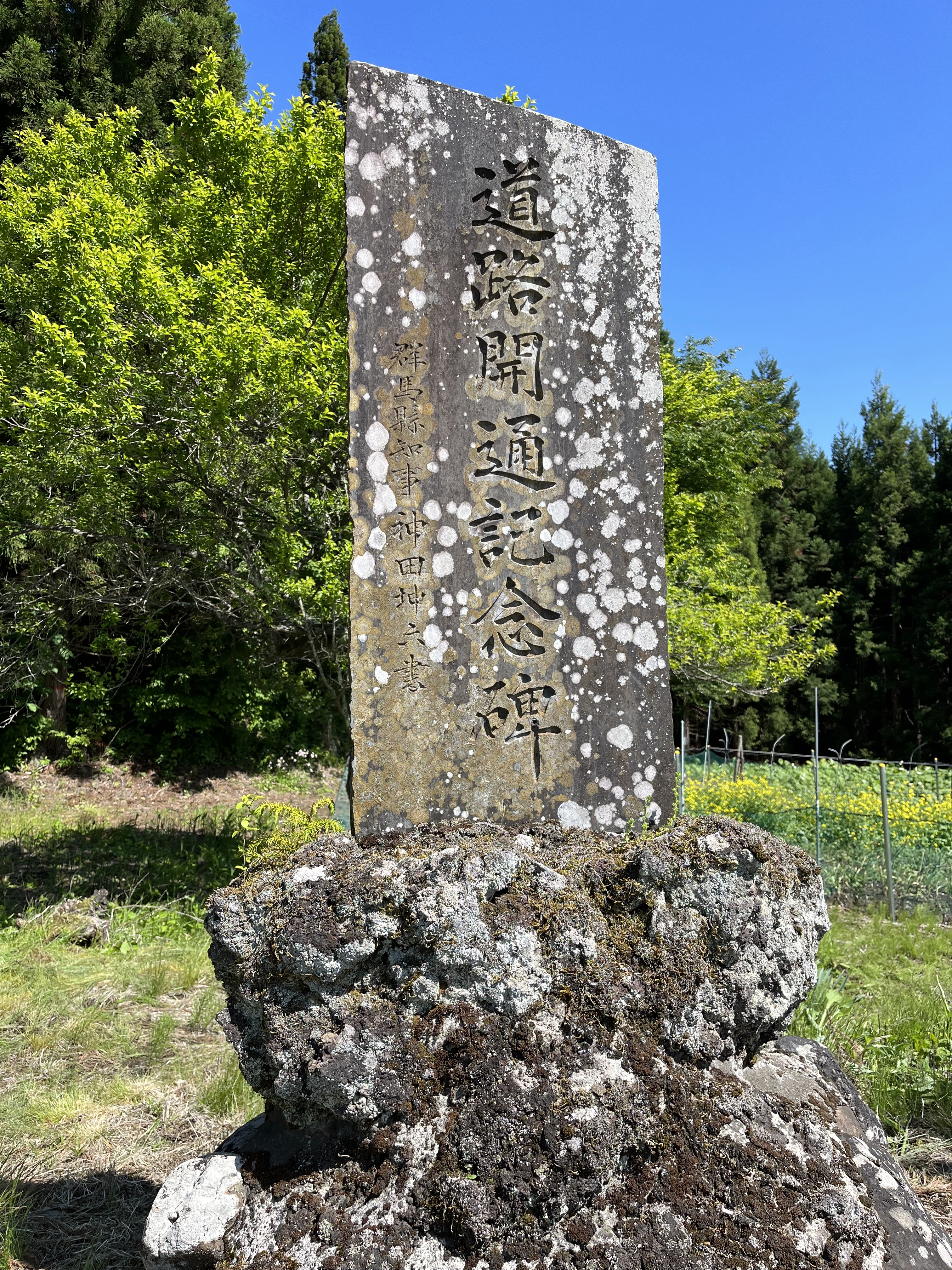
道路開通記念碑

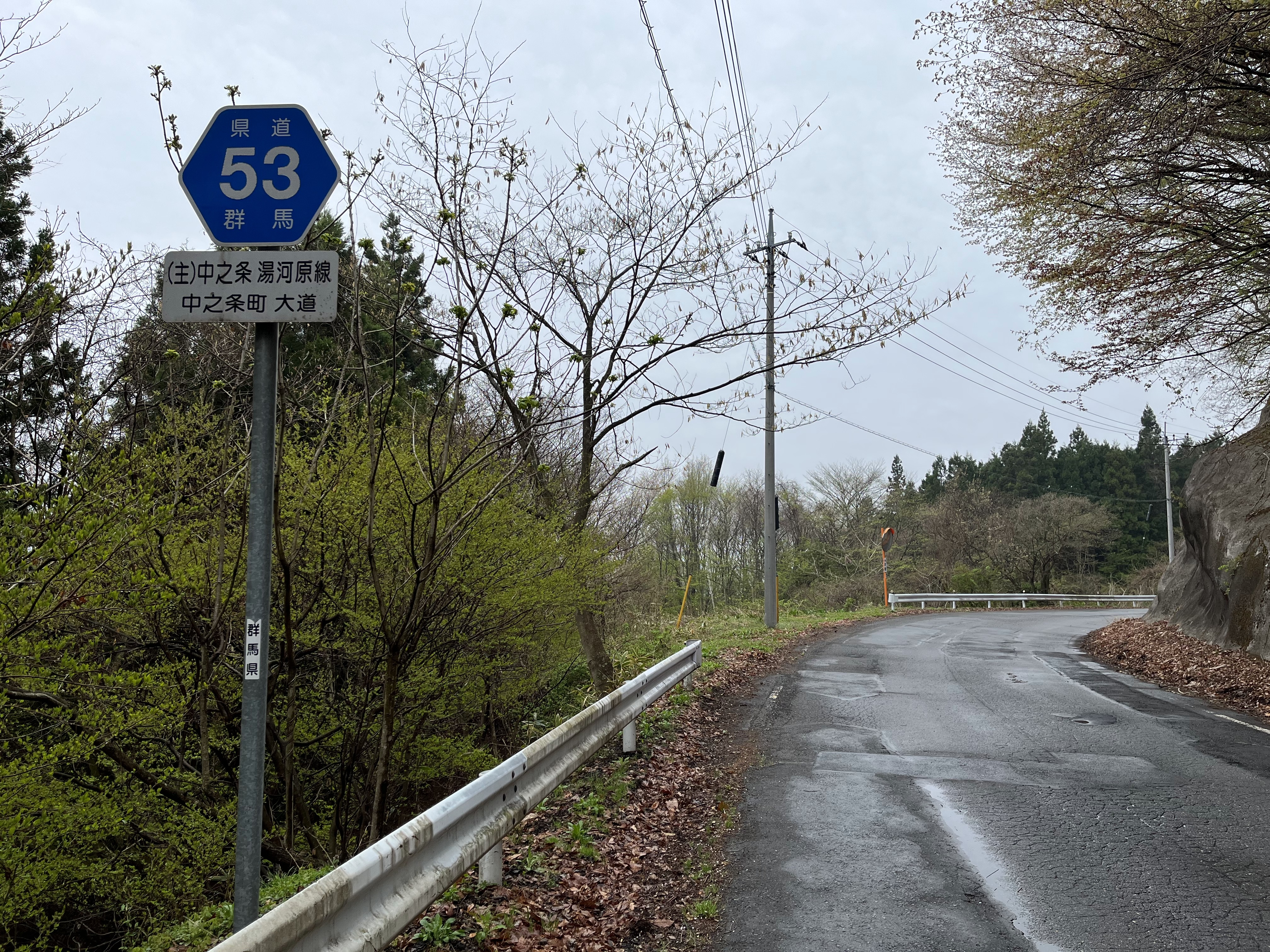
大道峠

大道峠は利根郡境に位置し、標高は約780m。明治10年代までこの峠を越えて越後の米や酒、ニシンが中之条に運ばれていた。また、佐渡の水汲み要員として送られる無宿者が夜中にこの道で抜け出した騒ぎがあった場所でもある。1931年（昭和6年）に県道に昇格したものの改修工事には長い年月を要し、30年後の1961年（昭和36年）に工事完了。それに伴い、道路開通記念碑が同年に建立された。この県道53号線は中之条湯河原線とも呼ばれている。沼田領品々覚書によると、近世初期に中之条町では二宮一族が4家に分かれ酒造業を営んでおり、原料となる酒造米を越後から大道峠を経て運んでいた。

### 八坂神社
八坂神社は県道栃窪分岐道の西方の山中に位置する神社で、本社は京都東山、祭神素戔鳴尊。

### 白山神社

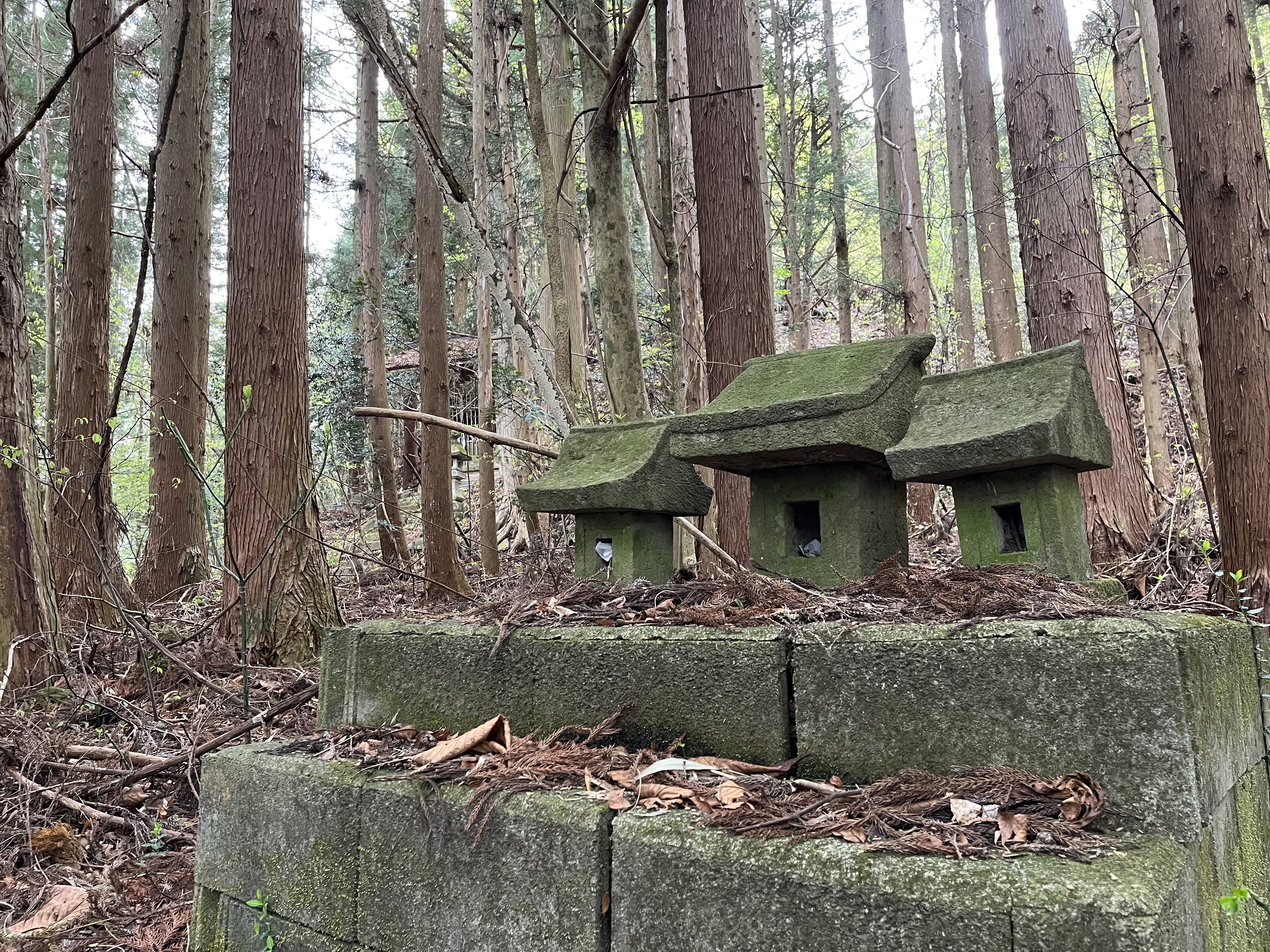
白山神社下方の妙見宮

白山神社は北陸の白山神を勧請した神社。1753年（宝暦3年）11月建立で別当は富沢四郎衞門。所在地は群馬県吾妻郡中之条町大道日影1291番地。合祀以前は村の鎮守だった。石段などの遺構が散在しており、紅殻地蔵の石階段は当社から移設されたもの。社内には1574年（天正2年）の石祠がある。また社下方には富沢智恵家の屋敷稲荷「妙見宮」が祀られている。これは1778年（安永7年）の祠。尚、吾妻ではこのような妙見信仰塔は少ない。

### 大神宮の松
富沢家の人々を幾度となくお伊勢参りに乗せ行った馬を埋葬した松。根元には1765年（明和2年）の伊勢参拝塔がある。

### 上村薬師堂
上村薬師堂は富沢家の西方の箱岩南山の麓に位置し、境内には大師遍照金剛塔、1687年（貞享4年）の青面金剛像などがある。

### 八幡神社(八幡大菩薩)
八幡神社は囀石集落南方の県道53号の大カーブ下に鎮座する神社。境内には1752年（宝暦2年）囀石集落で建立した双体道祖神像がある。また、当社下を通る旧道南方の行者尾根に多くの石造物が集まっている。そのうちの一つの役行者像が地名の由来という説がある。

### 紅殻地蔵

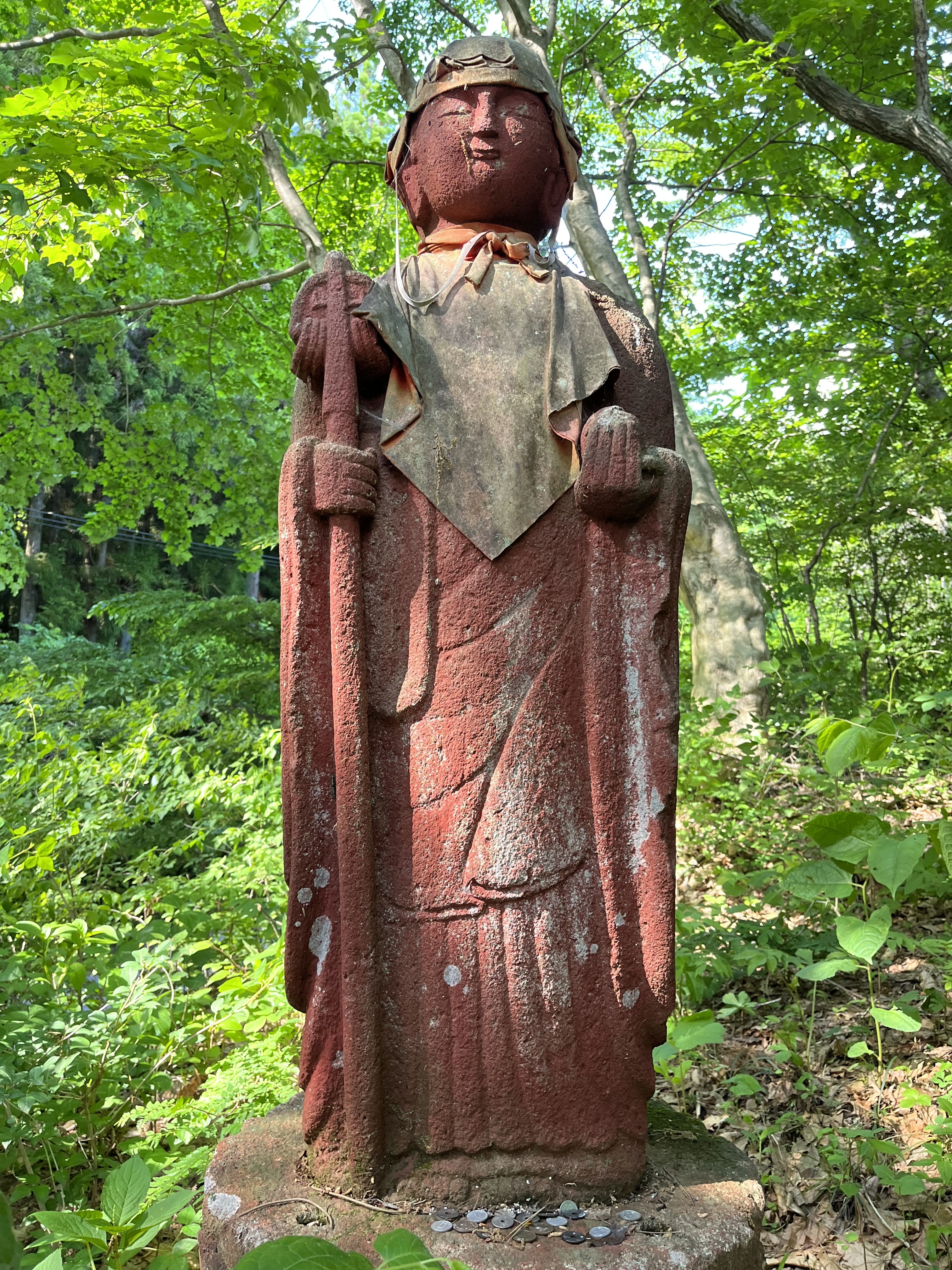
紅殻地蔵

紅殻地蔵は、1718年（享保3年）建立の地蔵で赤地蔵とも呼ばれたいる。以前は三国脇往還と栃窪-大道道の交差点に位置していたものの明治以降通行者が減り道が荒れたため、現在の県道53号沿いの場所に移された。

### 庚申塔

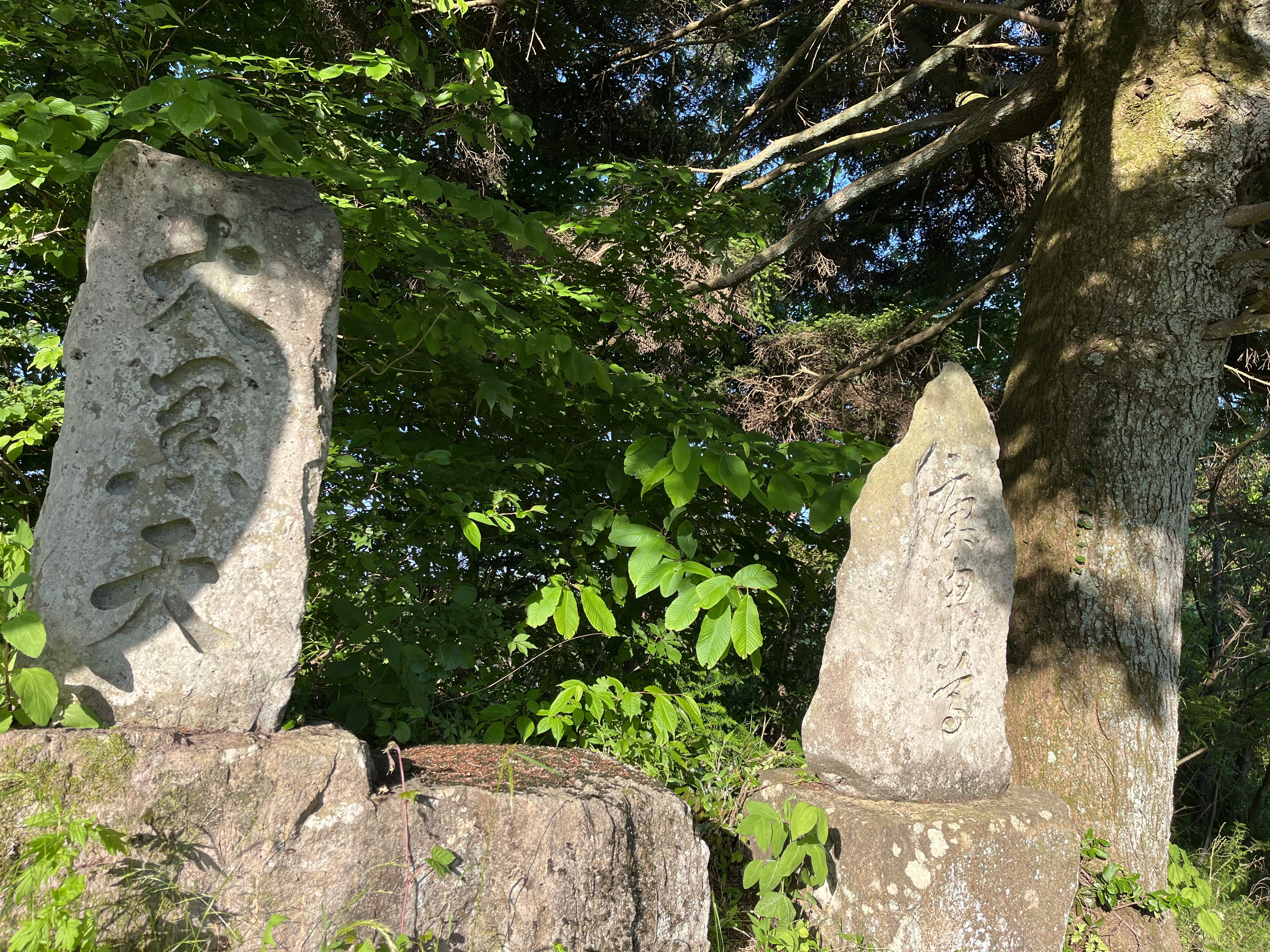
地内の石造物

大道の日影に位置し、建立は1691年（元禄4年）。

## 暮らし・文化

### 天狗講
天狗講は昭和初期から90年以上続く行事で12月10日にお日待ちを行う。その日は利根の本尊寺の住職に拝んでもらう。富沢家住宅の北西箱岩山中に石祠の天狗社を祀っており、この近くの家が宿持ち回りで天狗講を行う。由来は下記の通り。
箱岩山で夜になると石を転がすような音が聞こえ、村人はこれは天狗が石を転がしたためと思った。この音が聞こえると、村で病人や怪我人が出たという。そこで村人は天狗を祀ろうと石宮を祀ったものの、状況は変わらず不幸が続いた。易占い師が「天狗を拝んでない為、怒ったのだ」としたため、老父が先立ちお日待ちを始めた。長く続くようにと地味に酒一升と小豆粥を夕飯に行い、当日は宿の家に集い、飲食と信仰を共にした。